# Партия Шария
«Партия Шария» (укр. «Партія Шарія»; также известна как «Политическая партия Шария» и «Европейский блок Анатолия Шария») — бывшая пророссийская украинская политическая партия, созданная пророссийским блогером Анатолием Шариём в 2019 году.
В состав политсовета входили Ольга Бондаренко — глава политсовета и Александр Вьюник — заместитель главы. С середины 2019 года партию возглавляла супруга Анатолия Шария Ольга Шарий. Формально партия была зарегистрирована на однофамильца, которому, по его собственным словам, Анатолий Шарий заплатил за использование фамилии в названии.
Официально партия позиционировала себя как либертарианская. Декларировалось сближение с Европейским Союзом и внеблоковый статус. Выступала против рынка земли, легализации лёгких наркотиков и проституции.
16 июня 2022 года на фоне вторжения России на Украину «Партия Шария» была запрещена решением суда во Львове.

## История
6 июня 2019 года Анатолий Шарий объявил о создании партии путём перерегистрации партии «Объединённая Украина», которая была зарегистрирована 18 февраля 2015 года адвокатом Анатолием Жилой. До этого «Объединённая Украина» не принимала участия в местных выборах и характеризовалась как одна из «мусорных» партий. Возглавила её Наталья Чекман. В октябре 2019 года во главе партии стала Антонина Белоглазова.
«Партия Шария» была официально зарегистрирована ЦИК 6 июня 2019 года для участия в предстоящих парламентских выборах 2019 года под номером 17. Позднее ЦИК зарегистрировала список «Партии Шария» (31 кандидат) и кандидатов в пяти мажоритарных округах.

### Избирательная кампания 2019 года
24 июня лидеру партии Анатолию Шарию, как кандидату в депутаты, ЦИК Украины отказал в регистрации на том основании, что Шарий не выполнил требование о пребывании и проживании в стране в течение 5 лет, непосредственно предшествующих выборам. Однако после судебных тяжб Верховный суд Украины обязал комиссию повторно рассмотреть заявку Анатолия Шария и 2 июля ЦИК Украины зарегистрировал Шария кандидатом в народные депутаты.
3 июля Анатолию Шарию повторно отказали в регистрации как кандидата на парламентские выборы на основании ответа от временно исполняющего обязанности главы СБУ Ивана Баканова, в котором указано, что Шарий покинул пределы Украины 24 января 2012 года, а статус беженца получил в 2013 году.
Предвыборная борьба по сути свелась к контрагитации: сторонники Партии Шария приходили на митинги партии «Европейская солидарность» П. Порошенко и старались их сорвать.
21 июля 2019 года партия набрала 2,23 % (почти 330 тыс. избирателей) и не прошла проходной барьер в 5 %. Наивысшего результата она достигла на востоке и юге Украины (5,55 % в Донецкой и 4,72 % в Одесской областях).

### После выборов 2019 года
В июне 2020 года главой пресс-службы партии стала пиар-директор телеканала «112 Украина» и бывший глава пресс-службы «Украинского медиахолдинга» Юлия Элмэланд.
Зимой 2020 года разгорелся скандал относительно главы партии Антонины Белоглазовой: было опубликовано видео 2016 года, на котором Белоглазова, в частности, поздравила жителей Крыма с «возвращением в состав России» и высказала пожелание встретиться с Владимиром Путиным и с членами ультраправого «Национально-освободительного движения». По инициативе Шария Белоглазова была отстранена от должности руководителя партии, при этом сказав: «Белоглазова остается в моем круге, остается близким нам человеком». Лидером партии с мая 2020 года стала жена Шария — Ольга Бондаренко.

### Местные выборы 2020 года
Вместе с «Оппозиционным блоком» «Партия Шария» считалась конкурентом «Оппозиционной платформы — За жизнь», способным отобрать у неё до 5 % избирателей в базовых регионах. Однако лидер ОПЗЖ Виктор Медведчук не рассматривал «Партию Шария» как конкурента. В своем Twitter-аккаунте он заявил: «Скорее они наши союзники. Можем считать, что нашего полку прибыло — есть ещё политические силы, готовые бороться с бесправием, беззаконием, внешним управлением, антироссийской истерией и пещерной русофобией».
После местных выборов 2020 года партия получила следующее представительство в местных советах:
- Одесский областной совет — 6 депутатов.
- Одесский районный совет — 6 депутатов.
- Харьковский городской совет — 7 депутатов.
- Одесский городской совет — 6 депутатов.
- Запорожский городской совет — 5 депутатов.
- Николаевский городской совет — 5 депутатов.
- Мариупольский городской совет — 5 депутатов.
- Краматорский городской совет — 3 депутата.
- Чугуевский городской совет — 3 депутата.
- Купянский городской совет — 3 депутата.
- Черноморский городской совет — 3 депутата.

### Запрет
19 марта 2022 года Советом нацбезопасности и обороны на время военного положения из-за вторжения России деятельность данной политической партии остановлена. По итогам этого решения мандаты потеряли 52 местных депутата.
16 июня 2022 года «Партия Шария» была запрещена решением суда во Львове.